# Guayanilla (Portoryko)
Guayanilla – miasto w Portoryko, w gminie Guayanilla.